# Friedrich Harant
Friedrich Harant (11. ledna 1810 Jihlava – 1. února 1886 Vídeň) byl rakouský politik německé národnosti, v 2. polovině 19. století poslanec Říšské rady.

## Biografie
Působil jako rada na místodržitelství ve Vídni. Pro jeho katolické a konzervativní názory ho nechal liberální ministr Karl Giskra penzionovat.
Později byl také poslancem Říšské rady (celostátního parlamentu Předlitavska), kam nastoupil v prvních přímých volbách roku 1873 za kurii venkovských obcí v Dolních Rakousích, obvod Amstetten, Ybbs, Scheibbs atd. V roce 1873 se uvádí jako Dr. Friedrich Harant, penzionovaný c. k. místodržitelský rada, bytem Vídeň. V roce 1873 do parlamentu nastupoval za opoziční blok. V roce 1878 zasedal v poslaneckém Hohenwartově klubu (tzv. (Strana práva, která byla konzervativně a federalisticky orientována).
Zemřel po delší nemoci v únoru 1886.